# Luis Guillermo Eichhorn
Luis Guillermo Eichhorn (Gilbert, 26 de junio de 1942-Gualeguaychú, 25 de mayo de 2022) fue un sacerdote católico argentino y obispo de Morón.

## Biografía
Luis Guillermo nació el 26 de junio de 1942, en Gilbert, departamento Gualeguaychú, Entre Ríos. Hijo de Emilia D' Angelo y de Enrique Eichhorn. Fue bautizado el 7 de julio del mismo año.
Al terminar sus estudios secundarios en el Colegio Nacional de Concepción del Uruguay, en Entre Ríos, decide a los 18 años ingresar al Seminario Arquidiocesano de Paraná, el 6 de marzo de 1961.

### Sacerdocio
Recibió su Ordenación Sacerdotal el 21 de diciembre de 1968 en la Basílica de la Inmaculada Concepción en Concepción del Uruguay, Entre Ríos.
Cumplió funciones como director espiritual y rector del seminario Menor Diocesano Pio XII. El 12 de diciembre de 1986 fue nombrado vicario general de la Diócesis de Gualeguaychú; y párroco de la Parroquia San Juan Bautista de la ciudad de Gualeguaychú desde el 4 de marzo de 1989.

## Episcopado

### Obispo de Gualeguaychú
Fue elegido por el Papa Juan Pablo II como Obispo de la diócesis de Gualeguaychú el 5 de diciembre de 1996. Fue consagrado como tal el 19 de marzo de 1997, día en que tomó posesión de su cátedra. Fue el segundo Obispo que surgió del presbiterio de la diócesis de Gualeguaychú desde su creación.

### Obispo de Morón
El 30 de noviembre de 2004, el papa Juan Pablo II lo nombró Obispo de Morón. Tomó posesión canónica el 12 de marzo de 2005.

#### Renuncia
A comienzos de febrero de 2017 el papa Francisco nombró a monseñor Jorge Vázquez como obispo coadjutor de Morón ante el hecho de que Eichhorn cumpliría en junio 75 años y presentaría su renuncia.
Luego de su renuncia como Obispo de la Diócesis de Morón, retornaría a la Diócesis de Gualeguaychú, acompañando la pastoral de la parroquia Visitación de María.

### Fallecimiento
Falleció el 25 de mayo de 2022 a los 79 años, en la ciudad de Gualeguaychú, donde continuaba su ministerio pastoral en la parroquia Visitación de María.